# Casemiro
Carlos Henrique Casimiro (São José dos Campos, 23 februari 1992) – alias Casemiro – is een Braziliaans profvoetballer die doorgaans als middenvelder speelt. In augustus 2022 verruilde hij Real Madrid voor Manchester United, waar hij een vierjarig contract tekende met optie voor nog een jaar. Casemiro debuteerde in 2011 in het Braziliaans voetbalelftal. Casemiro won als clubspeler onder anderen vijfmaal de UEFA Champions League, driemaal de FIFA Club World Cup en eenmaal de CONMEBOL Sudamericana.

## Loopbaan

### São Paulo
Casemiro stroomde in 2010 door vanuit de jeugd van São Paulo. Op 25 juli 2010 maakte Casemiro zijn debuut in de Série A tegen Santos. Op 15 augustus scoorde hij zijn eerste professionele doelpunt bij een 2-2 gelijkspel tegen Cruzeiro. In 2012 won São Paulo de CONMEBOL Sudamericana. Casemiro maakte enkel minuten in de kwartfinale.

### Real Madrid
In januari 2013 verhuurde São Paulo Casemiro aan Real Madrid, waar hij vooral voor Real Madrid Castilla zou spelen. Casemiro debuteerde op 20 april 2013 in de hoofdmacht van Real, in een competitiewedstrijd tegen Real Betis. In de zomer van 2013 tekende Casemiro een definitief contract bij Real Madrid. Op 27 november 2013 speelde Casemiro zijn eerste Champions League-wedstrijd tegen Galatasaray. Real Madrid won dat seizoen voor de tiende keer in haar clubhistorie de 'cup met de grote oren'. Ook werd in de finale van de Copa del Rey aartsrivaal FC Barcelona verslagen. In deze finale verving Casemiro vlak voor tijd Isco.

#### Verhuur aan Porto
Real Madrid verhuurde Casemiro gedurende het seizoen 2014/15 aan FC Porto. Dat bedong daarbij een optie tot koop. Op 15 augustus debuteerde hij voor de Portugese club tegen CS Marítimo. In de 57e minuut verving hij Héctor Herrera. Op 25 oktober scoorde Casemiro zijn eerste doelpunt voor FC Porto bij een 5-0 zege op FC Arouca. In zijn seizoen bij Porto speelde Casemiro 41 wedstrijden en scoorde hij vier keer. Een van die doelpunten scoorde Casemiro in de achtste finale van de Champions League tegen FC Basel. Dit was zijn eerste doelpunt in het miljardenbal. Real Madrid verhinderde in juni 2015 dat FC Porto gebruik kon maken van de optie tot koop door deze voor circa €7.500.000,- af te kopen.

#### Terugkeer bij Real Madrid
Twee maanden nadat Casemiro terugkeerde naar Real Madrid, ondertekende hij een nieuw contract dat hem tot 2021 aan de club bond. Op 13 maart 2016 scoorde Casemiro zijn eerste doelpunt voor Real Madrid. Tegen Las Palmas was hij verantwoordelijk voor het winnende doelpunt. Real Madrid won de Champions League door in de finale na strafschoppen Atlético Madrid te verslaan. In die finale speelde Casemiro de volledige wedstrijd. Na de zomer won Real Madrid de UEFA Super Cup tegen Sevilla na verlenging. Opnieuw speelde Casemiro de volledige wedstrijd. Ook mocht Real Madrid deelnemen aan het WK voor clubs. De finale werd gewonnen van Kashima Antlers en ook deze finale ging naar een verlenging en wederom speelde Casemiro de volledige wedstrijd. In het seizoen 2016/17 won Real Madrid voor het eerst in vijf jaar de Primera División. Casemiro speelde dat seizoen 25 wedstrijden en scoorde daarin viermaal. Een van die doelpunten maakte hij in El Clásico. Voor het tweede jaar op rij won Real Madrid de Champions League. In de finale was Juventus de tegenstander. Real Madrid won met 4-1, Casemiro zette Real Madrid voor de tweede keer op voorsprong door de 2-1 op zijn rekening te nemen. In de UEFA Super Cup 2017 was Casemiro opnieuw trefzeker tegen Manchester United. Hij maakte het openingsdoelpunt in een wedstrijd die met 2-1 gewonnen werd. In eigen land won Real Madrid ook de Supercopa de España tegen FC Barcelona. Voor het tweede jaar op rij won Real Madrid het WK voor clubs. In de finale werd Grêmio verslagen, Casemiro speelde de volledige wedstrijd. Op 26 mei 2018 werd Real Madrid de eerste club sinds 1976 die drie keer op rij de Champions League won. In de finale werd Liverpool met 3-1 verslagen. Casemiro startte in de basiself en speelde de volledige wedstrijd.
Het seizoen 2018/19 startte Real Madrid met de UEFA Super Cup, waarin stadsgenoot Atletico Madrid de tegenstander was. Na de verlenging ging 'Atleti' er met de prijs vandoor. Wegens een blessure moest Casemiro vroegtijdig het veld verlaten. Op 22 december 2018 werd Real Madrid de eerste club dat zich voor het derde jaar op rij wereldkampioen voetbal voor clubs mocht noemen. In de finale van 2018 versloeg Real Madrid Al-Ain. In de slotfase van de wedstrijd verving Casemiro Llorente. Op 12 januari 2020 won Real Madrid met Casemiro in de basis de Supercopa de España. Na een strafschoppenserie werd de finale gewonnen van Atlético Madrid. Op 18 januari 2020 scoorde Casemiro voor het eerst in zijn carrière tweemaal in één wedstrijd. Tegen Sevilla bezorgde Casemiro Real Madrid de winst.

### Manchester United
Na zijn eerste seizoen (2022/23) voor Manchester United, wees trainer Erik ten Hag Casemiro aan als een uitblinker in zijn team.

## Clubstatistieken
| Seizoen | Club                   | Competitie         | Competitie | Competitie | Beker | Beker | Europa | Europa | Totaal | Totaal |
| Seizoen | Club                   | Competitie         | Wed.       | Dlp.       | Wed.  | Dlp.  | Wed.   | Dlp.   | Wed.   | Dlp.   |
| ------- | ---------------------- | ------------------ | ---------- | ---------- | ----- | ----- | ------ | ------ | ------ | ------ |
| 2010    | São Paulo              | Série A            | 18         | 2          | 0     | 0     | —      | —      | 18     | 2      |
| 2011    | São Paulo              | Série A            | 21         | 4          | 0     | 0     | 2      | 0      | 23     | 4      |
| 2012    | São Paulo              | Série A            | 22         | 0          | 0     | 0     | 1      | 0      | 23     | 0      |
| 2013    | São Paulo              | Série A            | 0          | 0          | 0     | 0     | 2      | 0      | 2      | 0      |
| 2012/13 | → Real Madrid Castilla | Segunda División B | 15         | 1          | —     | —     | —      | —      | 15     | 1      |
| 2012/13 | → Real Madrid          | Primera División   | 1          | 0          | 0     | 0     | 0      | 0      | 1      | 0      |
| 2013/14 | Real Madrid            | Primera División   | 12         | 0          | 7     | 0     | 6      | 0      | 25     | 0      |
| 2014/15 | → FC Porto             | Primeira Liga      | 28         | 3          | 3     | 0     | 10     | 1      | 41     | 4      |
| 2015/16 | Real Madrid            | Primera División   | 23         | 1          | 1     | 0     | 11     | 0      | 35     | 1      |
| 2016/17 | Real Madrid            | Primera División   | 25         | 4          | 5     | 0     | 12     | 2      | 42     | 6      |
| 2017/18 | Real Madrid            | Primera División   | 30         | 5          | 3     | 0     | 15     | 2      | 48     | 7      |
| 2018/19 | Real Madrid            | Primera División   | 29         | 3          | 5     | 0     | 9      | 1      | 43     | 4      |
| 2019/20 | Real Madrid            | Primera División   | 35         | 4          | 3     | 0     | 8      | 1      | 46     | 5      |
| 2020/21 | Real Madrid            | Primera División   | 34         | 6          | 2     | 0     | 10     | 1      | 46     | 7      |
| 2021/22 | Real Madrid            | Primera División   | 32         | 1          | 5     | 0     | 11     | 0      | 48     | 1      |
| 2022/23 | Real Madrid            | Primera División   | 1          | 0          | 0     | 0     | 1      | 0      | 2      | 0      |
| 2022/23 | Manchester United      | Premier League     | 28         | 4          | 11    | 3     | 12     | 0      | 51     | 7      |
| 2023/24 | Manchester United      | Premier League     | 25         | 1          | 5     | 2     | 2      | 2      | 32     | 5      |
| TOTAAL  | TOTAAL                 | TOTAAL             | 379        | 39         | 50    | 5     | 112    | 10     | 541    | 54     |

## Interlandcarrière
Casemiro speelde in diverse Braziliaanse nationale jeugdselecties. Hij debuteerde op 14 september 2011 in het Braziliaans voetbalelftal in een vriendschappelijke wedstrijd tegen Argentinië. Casemiro verving vlak voor tijd Paulinho. Casemiro werd in de zomer van 2015 door Dunga geselecteerd voor de Copa América. Casemiro speelde echter geen enkele wedstrijd en Brazilië werd in de kwartfinale uitgeschakeld. In 2016 nam Casemiro met Brazilië deel aan de Copa América Centenario. Brazilië werd dit keer al in de groepsfase uitgeschakeld, Casemiro speelde twee van de drie groepswedstrijden. Twee jaar later werd Casemiro ook door Tite opgenomen in de WK-selectie van Brazilië. In de kwartfinale werd Brazilië uitgeschakeld door België. Casemiro was geschorst voor deze wedstrijd. In 2019 won Casemiro met Brazilië de Copa América. In de finale werd Peru verslagen. Tegen dezelfde tegenstander scoorde Casemiro in de groepsfase zijn eerste doelpunt voor het nationale elftal.

## Erelijst
| Competitie            |           |                                             |           |           |
| Competitie            | Aantal    | Jaren                                       |           |           |
| São Paulo             | São Paulo | São Paulo                                   | São Paulo | São Paulo |
| --------------------- | --------- | ------------------------------------------- | --------- | --------- |
| CONMEBOL Sudamericana | 1x        | 2012                                        |           |           |
| Real Madrid           |           |                                             |           |           |
| FIFA Club World Cup   | 3x        | 2016, 2017, 2018                            |           |           |
| UEFA Champions League | 5x        | 2013/14, 2015/16, 2016/17, 2017/18, 2021/22 |           |           |
| UEFA Super Cup        | 3x        | 2016, 2017, 2022                            |           |           |
| Primera División      | 3x        | 2016/17, 2019/20, 2021/22                   |           |           |
| Copa del Rey          | 1x        | 2013/14                                     |           |           |
| Supercopa de España   | 3x        | 2017, 2019/20, 2021/22                      |           |           |
| Manchester United     |           |                                             |           |           |
| EFL Cup               | 1x        | 2022/23                                     |           |           |
| FA Cup                | 1x        | 2023/24                                     |           |           |
| Brazilië onder 20     |           |                                             |           |           |
| FIFA WK onder 20      | 1x        | 2011                                        |           |           |
| Brazilië              |           |                                             |           |           |
| CONMEBOL Copa América | 1x        | 2019                                        |           |           |